# Rıdvan Kılıç
Rıdvan Kılıç (* 22. November 1955 in Adana) ist ein ehemaliger türkischer Fußballspieler.

## Karriere
Rıdvan Kılıç begann seine Karriere bei Samsunspor. Dort spielte er nur ein Jahr und wechselte anschließend zu Adanaspor. Für Adanaspor spielte Kılıç drei Jahre lang und kam zu 14 Ligaspielen. Es folgte ein zweijähriges Engagement bei İskenderunspor.
Er wechselte zur Saison 1976/77 zu Galatasaray Istanbul. Das Gelb-Rote-Trikot trug der Abwehrspieler fünf Spielzeiten lang und konnte dort jedoch keine Erfolge feiern. Es folgten Wechsel zu Adana Demirspor und Mersin İdman Yurdu. Mit Mersin İdman Yurdu spielte Kılıç im Juni 1983 im Finale des türkischen Pokals gegen Fenerbahçe Istanbul. Kılıç und seine Mannschaftskameraden mussten sich gegen Fenerbahçe mit 2:0 geschlagen geben.
Die letzten drei Jahre seiner Karriere verbrachte Rıdvan Kılıç bei Fatih Karagümrük SK, Anadolu und Kocaelispor.

## Privates
Im Mai 1987 heiratete Rıdvan Kılıç die türkische Sängerin und Fernsehmoderatorin Seda Sayan. Die Ehe wurde im Dezember desselben Jahres geschieden.